# Candiota
Candiota es un municipio brasilero del estado de Rio Grande do Sul.
Sus coordenadas geográficas son (31°33′28″S 53°40′22″O / -31.55778, -53.67278), estando a una altitud de 220 metros sobre el nivel del mar. Su población estimada para el año 2010 era de 8.776 habitantes.
Ocupa una superficie de 933,84 km².
1. ↑  http://www.ibge.gov.br/home/estatistica/populacao/censo2010/tabelas_pdf/total_populacao_rio_grande_do_sul.pdf (IBGE). 25 de enero de 2012.

- Datos: Q1749864
- Multimedia: Candiota / Q1749864